# Vangelo dei Quattro Reami Celesti
Il Vangelo dei Quattro Reami Celesti è un apocrifo del Nuovo Testamento perduto. Ne accenna Maruta, vescovo di Maiferqat (V secolo) in De sancta synodo Nicaena, dove lo derubrica come un testo degli eretici simoniani (setta attribuita a Simone Mago), ma la sua stessa esistenza è dubbia; infatti potrebbe rappresentare un riferimento alla teoria di Ireneo secondo cui dovessero esserci quattro vangeli (cioè i Vangeli canonici) in conformità alle quattro regioni del mondo e ai quattro punti cardinali, quindi un tentativo degli eretici di reclamare il proprio testo come universale. Non ebbe comunque autorevolezza nella Chiesa primitiva e potrebbe appartenere al filone dello gnosticismo cristiano, anche per il possibile parallelismo con alcuni passaggi della Pistis Sophia che parlano dei quattro angoli del mondo.